# Arinthod
Arinthod is een gemeente in het Franse departement Jura in de regio Bourgogne-Franche-Comté. De plaats maakt deel uit van het arrondissement Lons-le-Saunier. Arinthod telde op 1 januari 2022 1.149 inwoners. 

## Geografie
De oppervlakte van Arinthod bedroeg op 1 januari 2022 27,02 vierkante kilometer; de bevolkingsdichtheid was toen 42,5 inwoners per km².

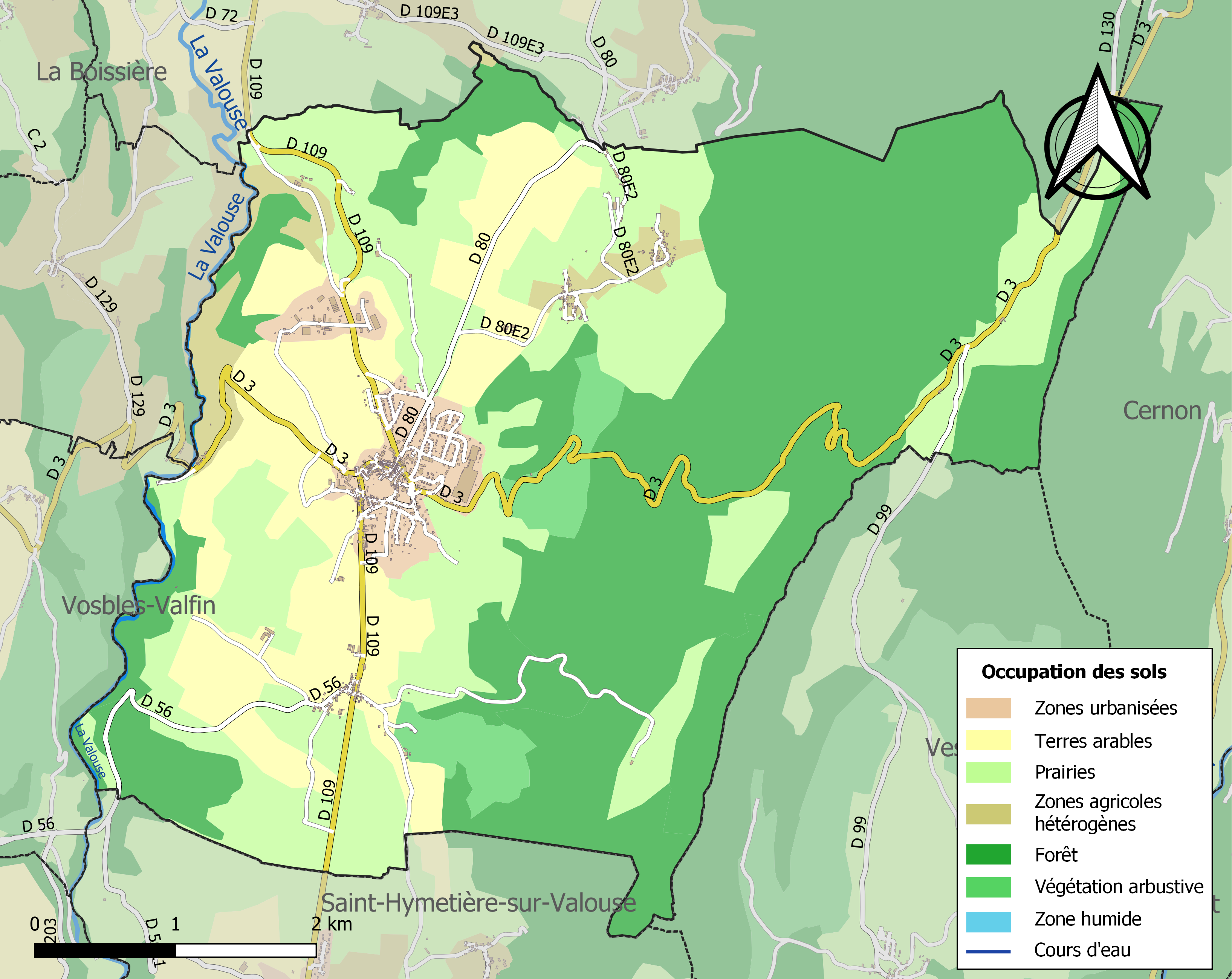
Kaart van de gemeente met de belangrijkste infrastructuur, bodemgebruik en omliggende gemeenten

## Demografie
Onderstaande figuur toont het verloop van het inwonertal (bron: INSEE-tellingen).